# Långtjärnen (Svegs socken, Härjedalen, 686651-143373)
Långtjärnen är en sjö i Härjedalens kommun i Härjedalen och ingår i Ljusnans huvudavrinningsområde. Sjön har en area på 0,299 kvadratkilometer och ligger 447,1 meter över havet.

## Delavrinningsområde
Långtjärnen ingår i det delavrinningsområde (686655-143423) som SMHI kallar för Utloppet av Långtjärnen. Medelhöjden är 464 meter över havet och ytan är 2,11 kvadratkilometer. Det finns inga avrinningsområden uppströms utan avrinningsområdet är högsta punkten. Vattendraget som avvattnar avrinningsområdet har biflödesordning 4, vilket innebär att vattnet flödar genom totalt 4 vattendrag innan det når havet efter 258 kilometer. Avrinningsområdet består mestadels av skog (54 procent) och sankmarker (31 procent). Avrinningsområdet har 0,3 kvadratkilometer vattenytor vilket ger det en sjöprocent på 14,1 procent.